# Nhà thờ chính tòa Đức Mẹ Núi Carmel, Jolo
Nhà thờ chính tòa Đức Mẹ Núi Carmel, còn được gọi là Nhà thờ chính tòa Jolo, là một nhà thờ Công giáo La Mã ở Jolo, Sulu và là nhà thờ chính của Hạt Đại diện Tông Tòa Jolo. Nhà thờ nằm ở Jolo, một hòn đảo núi lửa thuộc tỉnh Sulu của Khu tự trị Hồi giáo Mindanao ở Philippines. Nhà thờ được dành riêng cho Đức Trinh Nữ Maria dưới danh hiệu Đức Mẹ Núi Carmel.

## Tấn công
Vào ngày 10 tháng 1 năm 2010, một quả lựu đạn phát nổ trước nhà thờ, làm vỡ các cửa sổ. Lựu đạn đã được ném vào các ngôi mộ của Francis Joseph McSorley và Benjamin de Jesus, hai cựu giám mục. Vụ nổ xảy ra một giờ trước khi một đám đông dự kiến được tổ chức. Không có thương tích.
Vào ngày 20 tháng 5 năm 2010, một quả lựu đạn phát nổ trước nhà thờ lúc 9:30 tối. Nhà thờ bị thiệt hại nhẹ. Không có trường hợp tử vong hoặc thương tích được báo cáo.

### Vụ đánh bom năm 2019
Vào ngày 27 tháng 1 năm 2019, nhà thờ bị đánh bom trong một đám đông, giết chết ít nhất mười tám người và làm bị thương tám mươi hai người khác. Nhà nước Hồi giáo đã nhận trách nhiệm về vụ tấn công.